# Ezra
Ezra (Hebraisk. עֶזְרָא "Ezrâ") var en jødisk præstelig skriver. Han er kendt for at have ført omkring 5.000 jøder i eksil i Babylon til Jerusalem i midten af 400-tallet f.Kr. Ezra rekonstituerede det jødiske samfund i Jerusalem på basis af Torahen med fokus på loven. Ifølge Bibelen modstod Ezra identitetskonflikten i befolkningen pga blandede ægteskaber ved at indføre en strengere praksis på området. Ezra havde stor indflydelse på jødisk praksis i genopdagelsen af jødisk gudsdyrkelse og fromhed. Han har sikkert haft en lignende indflydelse på jødedommen som Moses. Ligesom Moses, Enok og David, gives Ezra ærestitlen: skriver og bliver omtalt som skriveren Ezra.